# Gem Archer

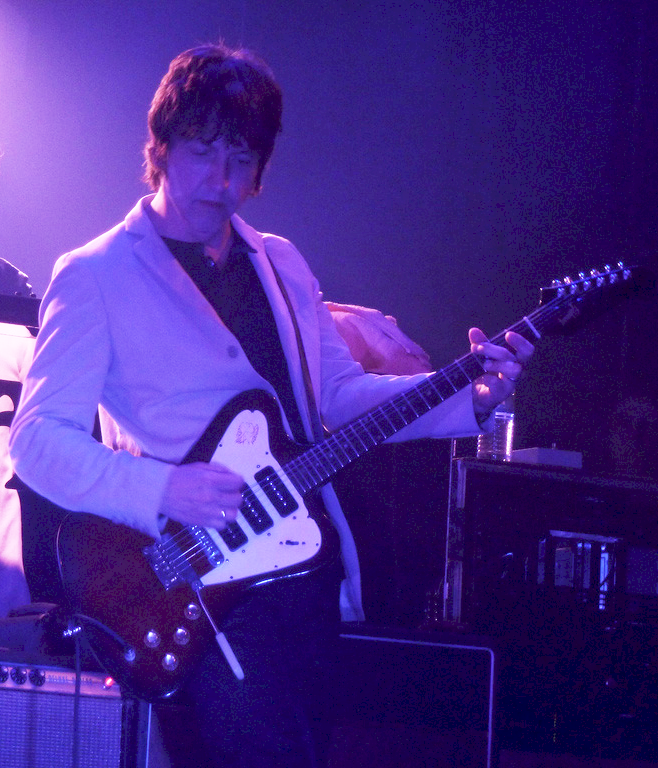
Gem Archer, 2011

Colin Murray „Gem“ Archer (* 7. Dezember 1966 in Hunwick, Durham, England) ist ein britischer Musiker. Er war der Sänger und Gitarrist der Rockband Heavy Stereo, bevor er 1999 bei der Britpop-Band Oasis den Part der zweiten Gitarre übernahm. Zudem schreibt er auch eigene Songs. Aktuell ist er als Gitarrist bei der Band Noel Gallagher’s High Flying Birds aktiv.

## Werdegang

### Privatleben
Gem Archer wurde 1966 in Hunwick als Sohn einer Arbeiterfamilie geboren. Bereits seit seiner Kindheit wird er kurz Gem genannt, nach dem berühmten schottischen Fußballspieler aus den 1970er Jahren namens Archie Gemmill. Er ist verheiratet und Vater zweier Kinder.

### Musikalische Anfänge
Seine erste Gitarre nahm er im Alter von 12 Jahren in die Hand. Seit Mitte der 1980er Jahre ist er musikalisch aktiv und begann seine Laufbahn als Gitarrist bei der Lokalband Whirlpool. Nach deren Auflösung Anfang der 1990er Jahre begründete er die Rockband Heavy Stereo, die schließlich von Creation Records gezeichnet wurde. Ihr Debüt- und einziges Album Déjà Voodoo von 1996 erlangte wenig kommerzielle Bedeutung. Bedeutender war ihre Teilnahme bei dem 1999er Tribute-Sampler Fire and Skill: The Songs of The Jam, bei dem auch Noel und Liam Gallagher ihren Beitrag leisteten. Aufgrund der dabei geknüpften Bekanntschaft mit Paul Weller, dem ehemaligen The Jam-Frontmann, wurden Heavy Stereo schließlich als Vorgruppe für dessen 1999er Tour eingeladen.

### Oasis
Archer ist seit jeher großer Fan der Britpop-Band Oasis gewesen, die er über Creation Records auch privat kennenlernte. Nach dem Ausstieg der Gründungsmitglieder Paul „Bonehead“ Arthurs und Paul „Guigsy“ McGuigan bei Oasis im Jahre 1999 stieg er mit Bassist Andy Bell als zweiter Gitarrist in die Band ein. Heavy Stereo lösten sich im Zuge dessen auf. Die Aufnahmen zu Standing on the Shoulder of Giants waren bereits abgeschlossen, so dass er zunächst lediglich als Livegitarrist und in den Videos aktiv wurde. Zum fünften Album der Band, Heathen Chemistry, steuerte er den Song Hung in a Bad Place bei, der fester Bestandteil der Playlist der Band bei der 2002er Welt-Tournee war. Hauptsächlich spielte Archer bei Oasis-Konzerten die Rhythmusgitarre. In Songs, bei denen Noel jedoch den Gesangspart übernahm, trat er schließlich auch als Leadgitarrist auf.